# John Bennett Dawson

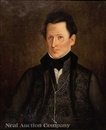
John Bennett Dawson

John Bennett Dawson (* 17. März 1798 bei Nashville, Tennessee; † 26. Juni 1845 in St. Francisville, Louisiana) war ein US-amerikanischer Politiker. Zwischen 1841 und 1845 vertrat er zweimal den Bundesstaat Louisiana im US-Repräsentantenhaus.

## Werdegang
John Dawson besuchte das Centre College in Danville (Kentucky) und zog anschließend nach Louisiana, wo er als Pflanzer und im Zeitungsgeschäft arbeitete. Dort schlug er auch als Mitglied der Demokratischen Partei eine politische Laufbahn ein. Im Jahr 1834 kandidierte er erfolglos für das Amt des Gouverneurs von Louisiana: Mit 37 Prozent der Stimmen unterlag er Edward Douglass White von den Whigs deutlich. Ende der 1830er Jahre wurde er in das Repräsentantenhaus von Louisiana gewählt. Dawson wurde auch Mitglied der Staatsmiliz, in deren Reihen er bis zum Generalmajor aufstieg. Außerdem wurde er Bezirksrichter.
Bei den Kongresswahlen des Jahres 1840 wurde Dawson im zweiten Wahlbezirk von Louisiana in das US-Repräsentantenhaus in Washington, D.C. gewählt, wo er am 4. März 1841 die Nachfolge von Thomas Withers Chinn von der Whig Party antrat. In den Jahren 1842 und 1844 wurde er im dritten Distrikt von Louisiana wiedergewählt. Damit konnte er bis zum 3. März 1845 zwei Legislaturperioden im Kongress absolvieren. Seine Zeit im US-Repräsentantenhaus war zunächst von den Spannungen zwischen den Whigs und Präsident John Tyler geprägt. Außerdem wurde über die Frage einer Annexion der seit 1836 von Mexiko unabhängigen Republik Texas diskutiert. Über diese Frage kam es Anfang 1845 zum Mexikanisch-Amerikanischen Krieg. Während seiner Zeit im Repräsentantenhaus war Dawson gleichzeitig 1843 noch Posthalter in New Orleans. Das war damals möglich, weil der Kongress nicht permanent in Washington tagte, sondern lange Pausen zwischen seinen Sitzungen einlegte. John Dawson starb am 26. Juni 1845.